# Gündüzlü, Yakakent
Gündüzlü là một xã thuộc huyện Yakakent, tỉnh Samsun, Thổ Nhĩ Kỳ. Dân số thời điểm năm 2010 là 226 người.